# Meroe Patera
La Meroe Patera è una struttura geologica della superficie di Marte.